# Якокут
Якокут (рос. Якокут) — село Алданського улусу, Республіки Саха Росії. Входить до складу Міського поселення селища Ленінський.
Населення — 111 осіб (2015 рік).